# Supercopa de la CAF 2020
La Supercopa de la CAF 2020 (oficialmente la Supercopa de la CAF Total 2020 por razones de patrocinio) fue la 28.ª edición de la Supercopa de la CAF. El encuentro organizado por la Confederación Africana de Fútbol fue disputado entre el vencedor de la Liga de Campeones de la CAF y el vencedor de la Copa Confederación de la CAF.
El partido se disputó entre el Espérance de Tunis de Túnez, campeón de la Liga de Campeones de la CAF 2018-19, y el Zamalek de Egipto, vencedor de la Copa Confederación de la CAF 2018-19, el encuentro fue disputado por segundo año consecutivo en el Estadio Thani bin Jassim de la ciudad de Doha, Catar, el 14 de febrero de 2020.
Esta temporada fue la primera que se jugó de acuerdo con el nuevo calendario, según la decisión del Comité Ejecutivo de la CAF el 20 de julio de 2017. El partido se programó inicialmente para el 16, 17 o 18 de agosto de 2019, pero fue pospuesto. La CAF anunció el 21 de noviembre de 2019 que el partido se jugaría el 14 de febrero de 2020 en Doha, Catar.
Zamalek ganó el partido 3–1, ganando su cuarto título de la Supercopa de la CAF, tras los triunfos en 1994, 1997 y 2003.

## Participantes
En negrita ediciones donde el equipo salió ganador.
| Equipo             | Vía de clasificación                               | Participaciones previas    |
| ------------------ | -------------------------------------------------- | -------------------------- |
| Espérance de Tunis | Campeón de la Liga de Campeones de la CAF 2018-19  | 4 (1995, 1999, 2012, 2019) |
| Zamalek S. C.      | Campeón de la Copa Confederación de la CAF 2018-19 | 4 (1994, 1997, 2001, 2003) |

## Final
| 14 de febrero de 2020 | Espérance de Tunis | 1:3 (0:1) | Zamalek                           | Estadio Thani bin Jassim, Doha,                          |                                                          |
|                       | Benguit 54' (pen.) | Reporte   | - Obama 2' - Bencharki 58', 90+5' | Asistencia: 19 398 espectadores Árbitro(s): Victor Gomes | Asistencia: 19 398 espectadores Árbitro(s): Victor Gomes |

|  |  |

| POR            | 1  | Moez Ben Cherifia        |     |     |
| DEF            | 23 | Ilyes Chetti             |     |     |
| DEF            | 6  | Mohamed Ali Yacoubi      |     |     |
| DEF            | 12 | Khalil Chemmam (c)       |     |     |
| DEF            | 22 | Sameh Derbali            |     |     |
| MED            | 3  | Kwame Bonsu              |     | 60' |
| MED            | 15 | Fousseny Coulibaly       | 45' |     |
| MED            | 18 | Raouf Benguit            |     |     |
| DEL            | 10 | Hamdou Elhouni           |     |     |
| DEL            | 7  | Billel Bensaha           |     | 69' |
| DEL            | 9  | Ibrahim Ouattara         |     | 77' |
| Banca:         |    |                          |     |     |
| POR            | 19 | Rami Jridi               |     |     |
| DEF            | 5  | Chamseddine Dhaouadi     |     |     |
| DEF            | 24 | Iheb Mbarki              |     |     |
| MED            | 25 | Fedi Ben Choug           |     | 77' |
| MED            | 27 | Mohamed Ali Ben Romdhane |     |     |
| DEL            | 2  | Mohamed Ali Ben Hammouda |     | 69' |
| DEL            | 11 | Taha Yassine Khenissi    |     | 60' |
| Entrenador:    |    |                          |     |     |
| Moïne Chaâbani |    |                          |     |     |

| POR              | 1  | Mohamed Abou Gabal  |     |       |
| DEF              | 19 | Mohamed Abdel Shafy |     |       |
| DEF              | 4  | Mahmoud Alaa        |     |       |
| DEF              | 28 | Mahmoud Hamdy       | 51' |       |
| DEF              | 7  | Hazem Emam (c)      | 88' | 88'   |
| MED              | 3  | Tarek Hamed         | 83' |       |
| MED              | 13 | Ferjani Sassi       |     |       |
| MED              | 11 | Youssef Obama       |     |       |
| DEL              | 20 | Achraf Bencharki    | 63' |       |
| DEL              | 25 | Ahmed Sayed         |     | 82'   |
| DEL              | 15 | Mostafa Mohamed     |     | 90+1' |
| Banca:           |    |                     |     |       |
| POR              | 21 | Mohamed Awad        |     |       |
| DEF              | 5  | Mohamed Abdel Ghani |     | 88'   |
| DEF              | 22 | Abdallah Gomaa      |     | 82'   |
| MED              | 24 | Mohamed Hassan      |     |       |
| DEL              | 2  | Kabongo Kasongo     |     |       |
| DEL              | 28 | Mohamed Ounajem     |     | 90+1' |
| DEL              | 30 | Mostafa Fathi       |     |       |
| Entrenador:      |    |                     |     |       |
| Patrice Carteron |    |                     |     |       |

| Jugador del Partido: Achraf Bencharki (Zamalek) Árbitro asistente: Zakhele Siwela (Sudáfrica) Souru Phatsoane (Lesoto) Cuarto árbitro: Maguette N'Diaye (Senegal) Árbitro asistente de video: Janny Sikazwe (Zambia) Asistente árbitro asistente de video: Mustapha Ghorbal (Argelia) Gerson Emiliano dos Santos (Angola) | Reglas del partido - 90 minutos. - Tiros desde el punto penal si se mantiene la igualdad al final de los 90 minutos. |  |

|                                         |
|                                         |
| Bandera de Egipto                       |
| Campeón Zamalek Sporting Club 4º título |